# Stockholm International Peace Research Institute
Das Stockholm International Peace Research Institute (SIPRI; deutsch: Stockholmer Institut für Internationale Friedensforschung) ist ein wissenschaftliches Institut zur Erforschung von gewaltsamen Konflikten, Sicherheit und Frieden. Zentraler Forschungsschwerpunkt ist die quantitative Datenerhebung zum globalen Waffenhandel, staatlichen Rüstungsausgaben sowie Abrüstungsfragen.
Bekannt ist das Institut unter anderem für seine jährlichen Berichte zur Höhe globaler Rüstungsausgaben (SIPRI Yearbook). Die von SIPRI verfassten Analysen zur Rüstungsstärke bildeten die von allen beteiligten Staaten anerkannte Zahlengrundlage für die Abrüstungsverhandlungen zwischen Ost und West. Darüber hinaus veröffentlicht das Institut weitere wissenschaftliche Analysen und Sonderdokumentationen, die auf unterschiedliche Herausforderungen im Kontext Krieg und Frieden eingehen.
Das Institut befindet sich in Solna und hat etwa 50–60 Mitarbeiter. Die Kosten des Institutes werden dabei zur Hälfte von der schwedischen Regierung übernommen.

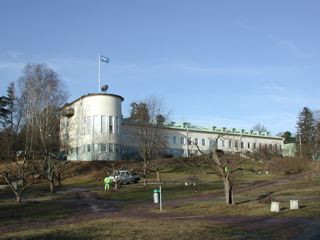
Die Zentrale des SIPRI in Solna

## Geschichte
1964 schlug der schwedische Ministerpräsident Tage Erlander vor, anlässlich des 150 Jahre andauernden Friedens in Schweden, ein Friedensforschungsinstitut zu gründen. Am 1. Juli 1966 beschloss das schwedische Parlament schließlich die Gründung des Instituts als unabhängige Stiftung.
1982 wurde das Institut mit dem UNESCO-Preis für Friedenserziehung ausgezeichnet.

## Vorsitzender des Vorstandes

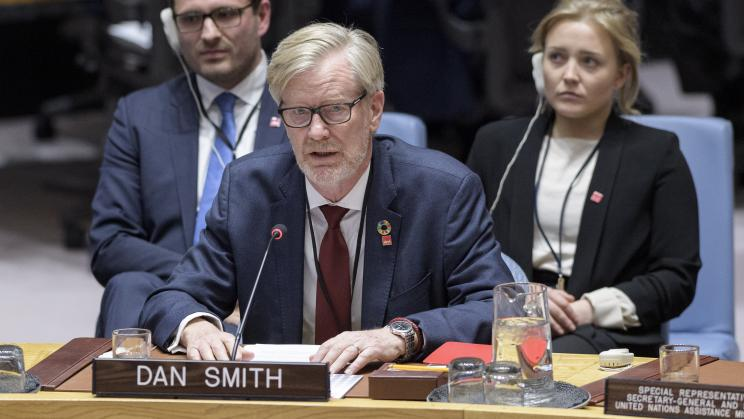
SIPRI Direktor Dan Smith bei einer Anhörung im UN-Sicherheitsrat zu klimawandelbedingten Risiken in Somalia, 2020

- Alva Myrdal (1966–1967)
- Gunnar Myrdal (1967–1973)
- Rolf Edberg (1974–1978)
- Hans Blix (1978)
- Karin Söder (1978–1979)
- Rolf Björnerstedt (1979–1985)
- Ernst Michanek (1985–1987)
- Inga Thorsson (1987–1991)
- Daniel Tarschys (1992–2000)
- Rolf Ekeus (2000–2010)
- Göran Lennmarker (2010–2014)
- Sven Olof Petersson (2014–2017)
- Jan Eliasson (2017–2022)
- Stefan Löfven (seit 2022)

## Direktoren
- Robert Neild, 1967–1971
- Frank Barnaby, 1971–1981
- Frank Blackaby, 1981–1986
- Walther Stützle, 1986–1991
- Adam Daniel Rotfeld, 1991–2002
- Alyson J. K. Bailes, 2002–2007
- Bates Gill, 2007–2012
- Tilman Brück, 2013–2014
  - Ian Antony (übergangsweise 2014–2015)
- Dan Smith (OBE), seit September 2015

## Publikationen (Auswahl)
- Erhard Geissler (Hrsg.): Biological and Toxin Weapons Today, sipri, Solna, Sweden, Oxford University Press, New York 1986, ISBN 0-19-829108-6.